# باول ديكسون (لاعب دوري الرغبي)
باول ديكسون (بالإنجليزية: Paul Dixon)‏ هو لاعب دوري الرغبي أسترالي، ولد في 28 أكتوبر 1962 في إنجلترا في المملكة المتحدة.